# حلقات الجودة

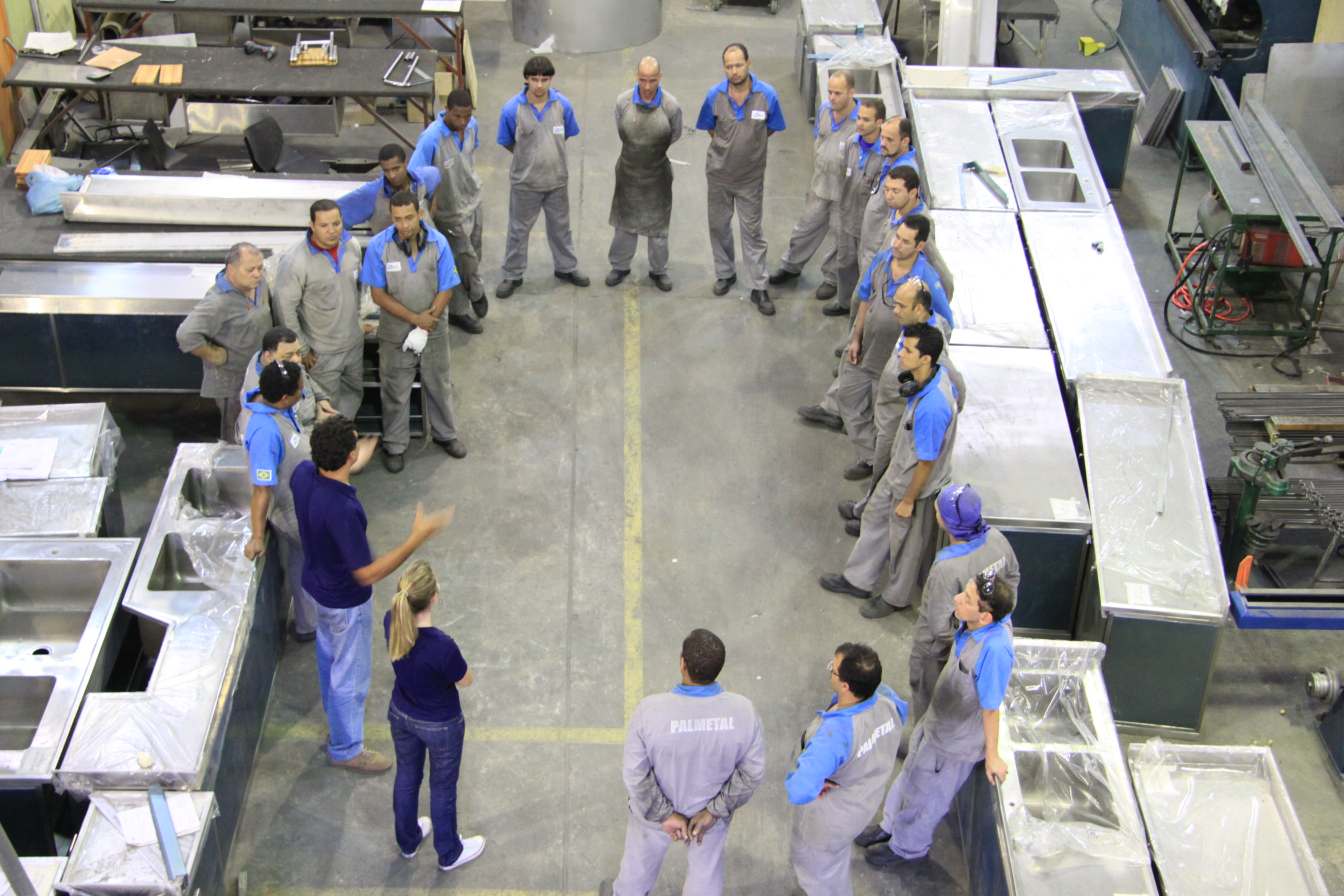

حلقات الجودة (بالإنجليزية: Quality Circles)‏ هي من تقنيات الإدارة التشاركية في إطار نظام الجودة في نطاق الشركة حيث تقوم فرق صغيرة من (عادة 6 إلى 12) الموظفين بالتشكل طوعا لتحديد وحل مشكلة جودة أو أداء معينة. في اليابان (حيث نشأت هذه الممارسة) دوائر الجودة هي جزء لا يتجزأ من إدارة المشاريع وتسمى دوائر مراقبة الجودة. يعتبر مفهوم حلقات الجودة من المفاهيم الحديثة والتي أخذت اهتماما كبيراَ من قبل المنظمات خاصة في ظل العولمة وازدياد حدة التنافس بين المنظمات بحيث أصبح التركيز على جودة المنتج أو السلعة وتمتعه بالخصائص والمميزات التي توافق ذوق المستهلك من المفاتيح الرئيسية للنجاح والمنافسة خاصة وأن تمايز أذواق المستهلكين من جهة وتنوع السلعة والخدمات المعروضة والجهات التي تقدمها من جهة أخرى قد شكل تحدياَ للمنظمات لكي تحاول تثبيت أقدامها في وسط هذه الدوامة. من هنا شكلت حلقات الجودة جزءاَ كبيراَ من الحل بحيث أصبحت أداة فعالة في يد المنظمات لتحسين جودة ما تنتجه ومما هو معروف فإن الجودة هي أداة التنافس حالياَ سواء على صعيد الخدمة أو السلعة المقدمة أو حتى على صعيد العمليات الداخلية في المؤسسة فهذه الأخيرة إن لم تتمتع بجودة في أدائها وتنفيذها ضاع الكثير من الوقت والموارد والتجهيزات سدى .

## تقسيم حلقات الجودة
- هي مجموعة تتألف من 5 – 10 موظفين مدربين والذي يعقدون اجتماعا لمدة ساعة أسبوعيا لغرض تشخيص وحل المشكلات التي تستجد ضمن نطاق العمل.
- هي فريق يتكون من 6 -12 فرد ويتلقون تدريبا خاصا على طرق فحص وحل المشكلات والأمور المتعلقة بالجودة وبالتالي فهم يجتمعون بشكل دوري لغرض تحسين جودة العمل المنجز ورفع إنتاجيته.
- هي عبارة عن اجتماع يضم الموظفين ومدراء الخط الأمامي للعمل يناقشون فيه كيفية تحسين طرق القيام بالعمل وعادة ما يكون أفراد المجموعة من نفس منطقة العمل أو يقومون بمهام متشابهه إثناء عملهم اليومي .
- هي مجموعة تتألف من 3-12 موظف والذين يتشابهون في أنهم يقومون بمهام مشتركة ويعملون في مكان واحد ، يجمع هؤلاء بشكل دوري عادة ساعة أسبوعيا ضمن وقت العمل الرسمي ويتضمن الاجتماع تطبيق بعض الأساليب والطرق الإحصائية والتي يكون الموظف قد تم تدريبه عليه لغرض حل المشاكل التي تؤثر على منطقة العمل وبالتالي فهم يعرضون الحل على الإدارة من أجل الحصول على الموافقة لتطبيق الحل المقترح .

## هيكل حلقات الجودة
في أعلى هيكل الحلقة توجد لجنة التوجيه والتي تضم أعضاء من الإدارة العليا والذين يرسمون السياسات العامة وخطوط العمل العريضة، ثم يأتي مدراء حلقة الجودة والذين تتخصص مهامهم في:
- تصميم وتنظيم برنامج عمل الحلقة
- ترويج الفكرة للجمهور الداخلي في المؤسسة وإقناعهم بجدواها
- بحث إمكانية توسيع برنامج العمل بالحلقة

ثم يأتي دور مسهلي عمل حلقة الجودة والذين يكونوا أعضاء في دائرة التدريب ويقوموا ب:
- توفير موارد العمل ووضع خبراتهم في أساليب وتقنيات العمل بتصرف أعضاء الحلقة
- متابعة المشاريع التي تضم أكثر من حلقة جودة
- مساعدة حلقات الجودة في عرض ما توصلوا إليه أمام الإدارة

ثم يأتي قياديي الحلقة حيث يجب أن تتوفر في كل حلقة عنصر قيادي إشرافي يقوم ب:
- تسهيل اللقاءات بين أعضاء الحلقة .
- توفير العون والمساعدة في الوصول إلى المعلومات التي يريدونها .
- إحسان الاستماع إلى الأفكار والمقترحات التي يبديها أعضاء الحلقة .
- التأكد من سير الاجتماع على الخط الصحيح .
- رفع المقترحات للمستوى الأعلى إلى المسهلين .
- أخذ مواعيد عرض ما توصل إليه أعضاء الحلقة أمام الإدارة .

ثم يأتي أهم عناصر حلقة الجودة وهي الأعضاء ، فلا تسير الحلقة بدون أعضاء متفاعلين مع بعضهم يحملون المسؤوليات التالية:
- حضور الاجتماعات الدورية .
- تقديم مقترحات العمل والأفكار .
- تقديم العون في النقاشات للتوصل إلى نتائج .

## المهارات المطلوبة
وهناك مهارات من الواجب تنميتها في الأفراد لتمكنهم من القيام بأعمالهم داخل الحلقة بصورة جيدة وحتى يتم التوصل إلى نتائج ملموسة بخصوص تحليل وحل المشكلات ومن هذه المهارات:
- العصف الذهني
- وسائل جمع المعلومات مثل قوائم المراجعة
- تحليل باريتو وهو أسلوب تقني يهدف إلى تدريب الموظفين وتعليمهم على تطوير مهارات تحديد القضايا الهامة الواجب التعاطي معها لتحقيق أعلى عائد من حلقاتهم ، وبهذا الأسلوب يصبحوا قادرين على تحديد القلة الهامة بدلاَ من الكثرة التافهة
- مهارات تحديد العلاقة السببية بين المتغيرات
- أساليب عرض المعلومات مثل الرسومات والأشكال وتمثيلها بيانياّ

## خطوات عمل الحلقة
خطوات عمل الحلقة منذ بروز المشكلة وحتى الوصول إلى حلها وذلك على النحو التالي:
1. التعريف بالمشكلة ؟ ما هو الموقف ؟ ويتطلب ذلك :
  1. العصف الذهني لتحديد المشاكل المحتملة
  2. توضيح قائمة المشاكل وتحديدها
  3. استخدام مبدأ باريتو
  4. الفلترة في محاولة للتركيز على مشروع واحد أو المشكلة الأهم
2. المعلومات
  1. توليد البدائل والحلول المختلفة
  2. تطبيق مبدأ باريتو على الحلول المتولدة
  3. تشخيص وتحليل الحلول بدقة
  4. الاختيار للحل الأمثل
3. التخطيط للتوقعات المستقبلية لآثار الحل
4. تطبيق المراجعة والمراقبة والتصحيح إن لزم ذلك ثم اتخاذ القرار
5. عرض مخرجات العمل بالرسومات والجداول والأرقام لغايات الوصف
6. عرضه في شكل محاضرة وعقدها أمام الإدارة

## فوائد حلقات الجودة
- خلق حس الجودة في كل عمل يقوم به الموظف
- تحفيز أعضاء الحلقة لمواجهة تحديات ومشكلات العمل
- توفير مهارات جديدة للأفراد لم تكن موجودة من قبل وتتسم بالطابع التحليلي العلمي
- التحسن على المستوى التخطيطي في المنظمة عبر تأسيس أهداف واضحة المعالم ودقيقة
- الاستفادة القصوى من مهارات الأفراد العقلية وقدراتهم مما ينعكس على أداء الحلقة
- الوصول إلى قرارات مثلى لأنه يتم اتخاذها بشكل علمي
- تعمل الحلقة على زيادة رضا الموظفين عن أعمالهم لأنهم يقوموا بها بشكل مختلف كل مرة

## عيوب حلقات الجودة
1. تتطلب الحلقات وقت طويل من تدريب الأفراد عند عدم تحقق النتائج بسرعة
2. الاستثمار المكلف في الحلقات على صعيد الوقت والكلفة
3. إمكانية حدوث الملل لدى بعض الأفراد عند عدم تحقق النتائج بسرعة
4. إشاعة جو الثقة وتعزيزها بين الأفراد يستلزم جهودا ووقتا كبيرين
5. متى بدأ استخدام الحلقة يجب أن يستمر لأنها عملية متواصلة وليست مؤقتة وقد تكون مرهقة للإدارة